# Ladislaus Hunyadi
Ladislaus Hunyadi (slovakiska: Ladislav Huňady), född 1431, död 16 mars 1457, var en ungersk adelsman. Han var ban av Kroatien och Dalmatien 1453.